# Torneio de Wimbledon de 1973
O Torneio de Wimbledon de 1973 foi um torneio de tênis disputado nas quadras de grama do All England Lawn Tennis and Croquet Club, no bairro de Wimbledon, em Londres, no Reino Unido, entre 25 de junho e 8 de julho. Corresponde à 6ª edição da "Era Aberta" e à 87ª de todos os tempos.

## Boicote da ATP
Em maio de 1973, Nikola Pilić, o primeiro tenista da Iugoslávia, foi suspenso por sua associação nacional de tênis de grama, a Associação Iugoslava de Tênis, que alegou que ele havia se recusado a jogar uma eliminatória da Copa Davis por seu país contra a Nova Zelândia no início daquele mês. A suspensão inicial de nove meses, apoiada pela "International Lawn Tennis Federation" (ILTF), foi posteriormente reduzida pela ILTF para um mês, o que significava que Pilić não teria permissão para jogar em Wimbledon. A associação dos jogadores masculinos recém-formada, a "Association of Tennis Professionals" (ATP), afirmou que ninguém deveria competir se Pilić não tivesse permissão para competir. Como resultado, 81 dos melhores jogadores, incluindo o defensor do título Stan Smith, boicotaram Wimbledon em 1973 para protestar contra a suspensão de Nikola Pilić. Doze dos 16 cabeças de chave masculinos se retiraram. Isso resultou na participação de um grande número de vindos da qualificatória e "lucky losers".
Três jogadores da ATP, Ilie Năstase, Roger Taylor e Ray Keldie [en], desafiaram o boicote e foram multados pelo comitê disciplinar da ATP. Năstase apelou da multa sem sucesso, pois insistia que, como capitão em serviço, estava sob as ordens do exército e do governo romeno para competir. Algumas especulações da imprensa contemporânea e biografias posteriores sugeriram que Năstase planejou perder sua partida da quarta rodada ao apoiar o boicote da ATP, mas ter perdido antes para um jogador consideravelmente menos capaz teria sido muito óbvio. Năstase nunca comentou sobre essa especulação. Apesar do boicote, o público de 300.172 pessoas foi o segundo maior da história do campeonato até aquela data.

## Finais

### Profissional
| Categoria | Evento    | Campeã(s)(o/ões)                 | Vice-campeã(s)(o/ões)       | Resultado                    | Chave(s)  | Chave(s)       |
| --------- | --------- | -------------------------------- | --------------------------- | ---------------------------- | --------- | -------------- |
| Simples   | Masculino | Jan Kodeš                        | Alex Metreveli              | 6–1, 9–8(7–5), 6–3           | principal | qualificatório |
| Simples   | Feminino  | Billie Jean King                 | Chris Evert                 | 6–0, 7–5                     | principal | qualificatório |
| Duplas    | Masculino | Jimmy Connors Ilie Năstase       | John Cooper Neale Fraser    | 3–6, 6–3, 6–4, 8–9(3–7), 6–1 | principal | qualificatório |
| Duplas    | Feminino  | Rosemary Casals Billie Jean King | Françoise Dürr Betty Stöve  | 6–1, 4–6, 7–5                | principal | qualificatório |
| Duplas    | Misto     | Owen Davidson Billie Jean King   | Raúl Ramírez Janet Newberry | 6–3, 6–2                     | principal | principal      |

### Juvenil
| Categoria | Evento    | Campeões     | Vice-campeões       | Resultado | Chave(s)  | Chave(s)       |
| --------- | --------- | ------------ | ------------------- | --------- | --------- | -------------- |
| Simples   | Masculino | Billy Martin | Colin Dowdeswell    | 6–2, 6–4  | principal | qualificatório |
| Simples   | Feminino  | Ann Kiyomura | Martina Navrátilová | 6–4, 7–5  | principal | qualificatório |